# ایران‌کد

صفحه نخست irancode.ir

ایران‌کد، نظام ملی طبقه‌بندی و شماره‌گذاری کالا و خدمات در ایران و بخشی از برنامه‌ی مرکز ملی شماره‌گذاری کالا و خدمات ایران است. این نظام تولیدکنندگان و عرضه‌کنندگان را قادر می‌سازد تا کالاها و خدمات را شناسایی، طبقه‌بندی و کدگذاری کنند. ایران‌کد یک نظام اطلاعاتی برای سازمان‌دهی و تدوین اطلاعات پایه کالاها و خدمات در محدوده جغرافیایی کشور جمهوری اسلامی ایران در قالبی استاندارد شده و مدون است.

## پیشینه ایران‌کد
پیشینه نظام ایران‌کد به پانزده سال فعالیت طبقه‌بندی و کدگذاری کالا در بخش دفاعی کشور بازمی‌گردد. پیش‌تر؛ سیستم مدیریت اطلاعات پایه لجستیک (سماپل) در بخش لجستیک دفاعی کشور طراحی و مستقر شده بود. بعدتر؛ کارگروهی از مدیران و متخصصان سماپل در مرکز ملی شماره گذاری کالا و خدمات کشور مستقر شدند و نظام ایران‌کد را پس بررسی نیازهای زنجیره تأمین کشور، مطالعه تجربه‌های موفق کشورهای دیگر و استفاده از تجربه استقرار سماپل در صنعت دفاعی کشور طرح‌ریزی کردند.
نظام ایران‌کد؛ مجموعه‌ای مشتمل بر اطلاعات، استانداردهای اطلاعاتی، فرایندها، شبکه عملیاتی، بسته‌های نرم‌افزاری و محصولات اطلاعات‌محور قابل عرضه برای پاسخ‌گویی به بخشی از نیازهای اطلاعاتی ذی‌نفعان اطلاعات کالاها و خدمات در کشور است. ایران‌کد؛ داده‌ها و اطلاعات پایه کالاهای در گردش و خدمات جاری در سطح ملی را از عرضه‌کنندگان و صاحبان کالا دریافت می‌کند و آن‌ها را پس از استانداردسازی و پاک‌سازی، در اختیار ذی‌نفعان قرار می‌دهد. منظور از ذی‌نفعان؛ تمام مؤسسه‌ها و سازمان‌های ایرانی اعم از دولتی و خصوصی، صنعتی، کشاورزی و خدماتی، تولیدی و توزیعی، کوچک یا بزرگ است که به طریقی با «کالاها و خدمات» درگیر هستند و فعالیت‌های مربوط به اعلام نیاز، صدور سفارش خرید، تولید، پردازش یا عمل‌آوری، انبارش، حمل و نقل، تبلیغ و اطلاع‌رسانی، تنظیم و ارائه کاتالوگ و دستورالعمل، فروش، خدمات پس از فروش، ردیابی و بازیافت را بین سازمان، درون سازمان یا بین سازمان و مشتری انجام می‌دهند.
ایران‌کد؛ زبان مشترک یا استانداردی فراگیر برای شناسایی و تبادل اطلاعات کالا در سطح سازمان‌های گوناگون است. ایران‌کد را می‌شود به نخ تسبیحی تشبیه کرد که سیستم‌های گوناگون مرتبط با کالا و خدمات را از منظر اطلاعات موثق، استاندارد و منحصربفرد کالا و خدمات تجمیع کرده‌است. 

## هدف‌های ایران‌کد
هدف‌های اصلی برای ایجاد ایران‌کد به شرح زیر است:
- ایجاد زبان مشترک و ساده‌سازی، تسریع و ایجاد اطمینان در دسترسی و تبادل اطلاعات.
- فراهم کردن آمار و اطلاعات پایه برای تصمیم‌گیری، سیاست‌گذاری و برنامه‌ریزی.
- استقرار سیستم‌های اطلاع‌رسانی هماهنگ در سطح ملی مانند شبکه اطلاع‌رسانی بازرگانی کشور.
- پیشگیری از دوباره‌کاری در طراحی سیستم‌های طبقه‌بندی و اطلاعاتی برای سازمان‌ها و مؤسسه‌هایی که در آینده تشکیل خواهند شد.
- انتقال سریع و دقیق اطلاعات مربوط به مراکز تهیه، تولید، فروش و بازار کالا.
- پیشگیری از اتلاف منابع مالی و انسانی که در اثر اشتغال در کارهای یکسان و موازی به وجود می‌آید.

## ذی‌نفعان ایران‌کد
ایران‌کد چهار ذی‌نفع اصلی دارد که خدماتی را به هر یک از ذی‌نفعان عرضه کرده و داده‌های متنوعی را از طرف ذی‌نفعان دریافت می‌کند و مجموعه خدمات را در پاسخ به نیازهای تازه بروز می‌کند. برای مثال؛ سیستم تعاملی که برای نظارت دستگاه‌های حاکمیتی بر واردات کالا طرح‌ریزی و مستقر شده‌است در پاسخ به مصوبه‌های دولت محترم و مجلس شورای اسلامی شکل گرفت. این سیستم در مسیر بلوغ خود تغییرهای و اصلاح‌های بسیاری بر اساس بازخورهای دریافتی از اجزای متعامل مانند عرضه‌کنندگان کالا و سازمان استاندارد اعمال کرد؛ و ذی‌نغهان اصلی ایران‌کد:

### دولت
دولت مهم‌ترین ذی‌نفع سیستم ایران‌کد است. منافع زیر را دنبال می‌کند:
- بودجه‌بندی و سیاست‌گذاری مناسب بر اساس اطلاعات دقیق و درست طبقه‌بندی شده دربارهٔ تولیدات و واردات کالا.
- شناسایی منابع تأمین کالا و دست‌یابی به اطلاعات دقیق شرکت‌ها و کالاهای مرتبط برای خریدهای دولتی.
- تعیین میزان تولید و استخراج ظرفیت تولیدی کشور در محورهای مختلف اقلام.
- فراهم‌سازی بستر اطلاعات مناسب برای کنترل ورود و خروج کالا به کشور.
- تسهیل در نظام هماهنگ قیمت‌گذاری و کنترل قیمت‌ها.
- تسهیل حمایت از مصرف‌کنندگان و عرضه‌کنندگان کالا و خدمات.

### سازمان‌های بخش عمومی کشور
- شناسایی منابع تأمین کالا و دست‌یابی به اطلاعات دقیق شرکت‌ها و کالاهای مرتبط برای خریدهای سازمانی.
- دست‌یابی به اطلاعات لازم دربارهٔ تولیدکنندگان و عرضه‌کنندگان کالا در حوزه مدیریتی سازمان‌های بخش عمومی.

### تولیدکنندگان و عرضه‌کنندگان کالا
- اطلاع‌رسانی، تبلیغ و معرفی خود و کالاهای مربوطه با دامنه گسترده در پورتال اطلاع‌رسانی ملی کالا.
- تسهیل ارتباط بین عرضه‌کننده و خریدار از طریق ایجاد زبان مشترک در شناسایی دقیق اقلام و کاهش برگشت از فروش.
- ورود به عرصه تجارت الکترونیک و فروش کالا از طریق اینترنت.

### مصرف‌کنندگان کالا
هر فرد یا سازمانی که کالایی را برای مصرف یا برای استفاده در محصول نهایی خود خریداری می‌کند، نیازمند کسب اطلاع دربارهٔ اقلام کالاهایی است که خریداری می‌کند. ایران‌کد می‌تواند علاوه بر ارائه اطلاعات مزبور، مزیت‌های زیر را برای مصرف‌کنندگان کالا فراهم کند:
- شناسایی منابع مناسب عرضه‌کننده اقلام از طریق دست‌یابی به مجموعه عرضه‌کنندگان تولیدات داخلی و وارداتی، و مقایسه بین محصولات‌شان.
- تحلیل مصارف و خریدها با استفاده از نظام طبقه‌بندی ملی کالا.
- مدیریت بهتر موجودی‌ها با شناسایی و کدگذاری دقیق در خرید، انبارداری و توزیع.
- کاهش هزینه‌های عملیاتی.
- بودجه‌بندی و هزینه‌یابی مناسب براساس اطلاعات هماهنگ و یکپارچه.
- نبود نیاز به طراحی یک سیستم طبقه‌بندی و کدگذاری داخلی کالا برای استفاده در سیستم‌های خرید، انبار، مالی و غیره.
- آگاهی از مشخصات فنی کالا.

## حوزه عملیاتی ایران‌کد
مبتنی بر هدف‌هایی که برای سیستم ایران‌کد و ذی‌نفعان تعریف شده است، سه حوزه عملیاتی برای ایران‌کد قابل شناسایی است:

### پشتیبانی اطلاعاتی از تصمیم‌گیری دولتی
مرکز ملی شماره گذاری کالا و خدمات در این حوزه عملیاتی؛ طبقه‌بندی درست آمار تولیدات، واردات و صادرات را به عنوان پیش‌نیاز تصمیم‌گیری دولتی برای بودجه‌بندی، سیاست‌گذاری در حوزه صنعتی و بازرگانی، کنترل جریان ورود و خروج کالا، تعیین سیاست‌های قیمت‌گذاری، حمایت از مصرف‌کنندگان و سامان‌دهی خریدهای دولتی فراهم می‌کند.

### پشتیبانی اطلاعاتی از فعالیت‌های صنعتی و تجاری
پورتال ملی اطلاع‌رسانی کالا؛ محصولات تولیدکنندگان و بازرگانان را در بازار سنتی و بازار مجازی معرفی می‌کند. همچنین؛ تعامل بین‌سازمانی را در فعالیت‌های تبلیغاتی، تدارکات و فروش بین شرکت‌های تولیدی، بازرگانی و سازمان‌های عمومی با ایجاد زبان مشترک در شناسایی کالا ممکن می‌کند. ایران‌کد؛ با طبقه‌بندی و کدگذاری کالا از حوزه‌های مدیریت زنجیره تأمین و مدیریت موجودی‌های سازمان پشتیبانی می‌کند.

### عرضه اطلاعات به مشتریان نهایی کالاها
مرکز ملی شماره‌گذاری کالا و خدمات ایران؛ اطلاعات لازم دربارهٔ کالاهای گوناگون داخلی و خارجی را به‌طور منسجم، همراه با مشخصات عرضه‌کننده و کاتالوگ کالا در پورتال ملی اطلاع‌رسانی کالا منتشر می‌کند. مشتریان نهایی می‌توانند از اطلاعات مندرج در پورتال مزبور برای شناسایی و انتخاب کالای مورد نظرشان استفاده کنند.

## کارکردهای ایران‌کد و مقایسه آن با سایر سیستم‌های کدینگ
سیستم ایران‌کد مبتنی بر هدف‌ها و حوزه‌های فعالیتی که تعریف کرده‌است، دارای کارکردهای زیر است:
- امکان طبقه‌بندی هرگونه کالا و خدمت.
- توصیف محصول با جزئیات دقیق.
- عرضه کد عضویت مرجع عرضه‌کننده برای برقراری ارتباط منحصربفرد هر کالا با عرضه‌کننده‌اش.
- تعیین تناظرها با دیگر سیستم‌های کدگذاری برای برقراری ارتباط کد کالای مندرج در ایران‌کد با کد آن کالا در دیگر سیستم‌های کدگذاری.
- ثبت مشخصات کامل فنی کالا اعم از تصویر و مستندات مکمل در کاتالوگ الکترونیکی کالا برای ارائه به کاربران.
- عرضه خدمات اطلاعاتی عمومی در پورتال ملی اطلاع‌رسانی.
- عرضه خدمات مشترکین اطلاعاتی به سازمان‌های طرف قرارداد.

سیستم ایران‌کد را با توجه به کارکردهای بالا می‌شود با دیگر سیستم‌های کدگذاری مقایسه کرد.
| سیستم‌ها                                                    | طبقه‌بندی محصول | توصیف محصول | ارائه کد عضویت | شناسایی تناظرها | نشر کاتالوگ | ارائه خدمات اطلاعاتی عمومی | ارائه خدمات اطلاعاتی اختصاصی |
| ---------------------------------------------------------- | -------------- | ----------- | -------------- | --------------- | ----------- | -------------------------- | ---------------------------- |
| سیستم کدگذاری ناتو                                         | دارد           | دارد        |                |                 |             |                            | دارد                         |
| سیستم بین‌المللی طبقه‌بندی استاندارد صنایع (ISIC)            | دارد           |             |                |                 |             |                            |                              |
| سیستم کدگذاری و توصیف هماهنگ کالا (HS)                     | دارد           |             |                |                 |             |                            |                              |
| سیستم طبقه‌بندی بر مبنای محصول (CPC)                        | دارد           |             |                |                 |             |                            |                              |
| سیستم انجمن مدیریت کد تجاری الکترونیکی                     | دارد           | دارد        |                |                 | دارد        | دارد                       |                              |
| سیستم کدگذاری استاندارد کالا و خدمات سازمان ملل (UNSPSC)   | دارد           |             | دارد           |                 |             |                            |                              |
| سیستم استاندارد بین‌المللی طبقه‌بندی و توصیف محصولات و خدمات | دارد           | دارد        |                |                 |             | دارد                       |                              |
| سیستم GS1                                                  |                | دارد        | دارد           |                 |             | دارد                       |                              |
| سیستم ایران‌کد                                              | دارد           | دارد        | دارد           | دارد            | دارد        | دارد                       | دارد                         |
| سیستم‌ها                                                    | طبقه‌بندی محصول | توصیف محصول | ارائه کد عضویت | شناسایی تناظرها | نشر کاتالوگ | ارائه خدمات اطلاعاتی عمومی | ارائه خدمات اطلاعاتی اختصاصی |

## کد ملی
پس از شناسایی و تطبیق اطلاعات کالا یا خدمت با استاندارد ایران‌کد؛ یک شماره یکتا (منحصربفرد) به هر کالا یا خدمت اختصاص داده می‌شود. ساختار داده‌ای کد ملی برای کالاها با ساختارداده‌ای کد ملی برای خدمات متفاوت است.

### ساختار داده‌ای کد ملی کالاها

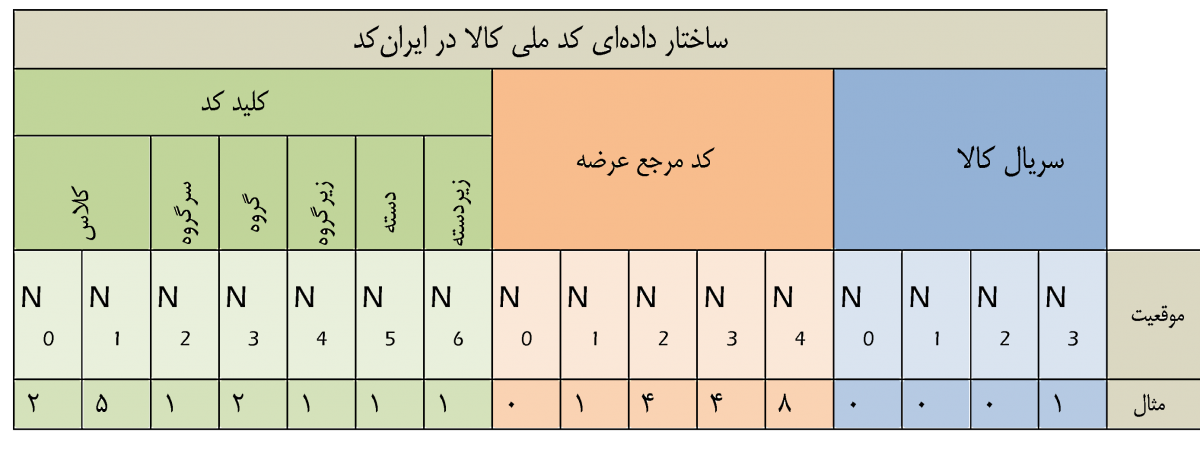
ساختار داده‌ای ایران‌کد

کد ملی کالا مشتمل بر ۱۶ رقم است که به‌طور یکتا برای هر قلم کالای موجود در زنجیره تأمین صادر می‌شود و درج آن روی کالاها به شکل بارکد ممکن است. کد مزبور؛ ابزار شناسایی منحصربفرد اقلام است. یعنی؛ کدی یکتا به هر نوع کالا اختصاص داده می‌شود و برای هیچ دو کالایی، کد یکسان وجود ندارد. کد ملی کالا مشتمل بر سه جزء اصلی است:
- ۷ رقم ابتدایی؛ کلاس‌کد نام دارد و بیان‌گر جایگاه کالا در ساختار طبقه‌بندی کالاها با اندکی تغییر است. کد ملی کالا صرفنظر از عرضه‌کننده کالا برای کالاهای مشابه یکسان است. ۷ رقم ابتدایی (کلاس‌کد) مشتمل بر پنج سطح کلاس، سرگروه، گروه، زیرگروه، دسته و زیردسته است.
- ۵ رقم میانی بیان‌گر کد نحصربفرد عرضه‌کننده (صاحب کالا) است که به‌طور مستقیم توسط مرکز ملی شماره‌گذاری کالا و خدمات، یا با مجوز رسمی مرکز؛ توسط شرکت‌های همکار مرکز (شرکت‌های نماینده) صادر، و به عرضه‌کننده اعلام می‌شود.
- ۴ رقم پایانی؛ سریال یک قلم کالای منحصربفرد است که بر اساس معیارهای عرضه‌کننده (صاحب کالا) تعیین می‌شود.

در بطن کد ملی کالا می‌شود از حرف‌های انگلیسی نیز استفاده کرد، و صدور کد ملی منحصر به استفاده از عدد نیست. از این رو؛ محدودیتی برای شناسایی و طبقه‌بندی کالاهایی که در آینده تولید یا وارد زنجیره تأمین کشور خواهند شد وجود ندارد.